# Shuanggui
Le Shuanggui, mis en place dans les années 2010, est un dispositif de détention qui permet aux autorités chinoises de combattre la corruption.

## Historique
Les Chinois soupçonnés de corruption sont enlevés et détenus dans des lieux secrets à des fins d'interrogatoires. Ce dispositif est connu pour les membres du Parti communiste chinois et les opposants politiques. En 2013, plus de 173 000 enquêtes dans ce cadre ont été effectuées, trois personnes sont décédées pendant les interrogatoires. La pratique est supervisée par les autorités disciplinaires du parti communiste chinois.

### Analyse de l'ONG Human Rights Watch
Selon l'ONG Human Rights Watch, le Shuanggui est un dispositif secret, échappant à la justice,  qui permet à Xi Jinping de mener la campagne anticorruption. 
Le système repose sur l’isolement indéfini et parfois prolongé ; les personnes placées en détention n’ont en général aucun contact avec le monde extérieur, y compris avec les membres de leur famille et leurs avocats. Elles sont gardées en permanence par des équipes de fonctionnaires qui ont un rôle de gardes. Les détenus n’ont aucun des droits procéduraux protégés en vertu du droit international des droits de l’homme, ou même ceux de la loi chinoise, tels que l’accès aux avocats ou de comparution devant un juge.
Dans de nombreux cas la détention commence avec une disparition forcée. Les familles des détenus n’ayant aucune idée des raisons de l'arrestation et du lieu de détention. Les prisonniers du Shuanggui (également dénommé « Détenus CDI ») ne sont pas détenus dans les commissariats de police ou autres lieux de détention officiels, mais souvent dans des auberges de jeunesse et de formation pour les cadres du parti.
En théorie, les enquêtes dans ce cadre du Shuanggui sur les violations des règles du parti communiste chinois par des membres de celui-ci sont distinctes des enquêtes menées par le Parquet. Ce sont les procureurs de l’État, qui sont chargés d’enquêter sur la corruption et de poursuivre celle-ci dans le cadre de la justice pénale formelle. Cependant, toujours selon Human Rights Watch, dans la pratique, les procureurs participent souvent aux interrogatoires dans le cadre du shuanggui. Cette pratique est dite de « l’enquête conjointe ». D'anciens détenus du Shuanggui déclarent que des procureurs auraient simplement copié-collé des aveux faits lors des interrogatoires de shuanggui, demandant ensuite aux détenus de répéter ce qu’ils ont dit au cours de ces interrogatoires.

### Témoignage
En mars 2014, l'avocat Pu Zhiqiang publie un documentaire basé sur des témoignages d’officiels chinois torturés dans le cadre d’enquêtes concernant la lutte anticorruption, il entendait dénoncer le shuanggui (la double détention), autorisant la police à détenir des suspects sans procédure judiciaire.

## À voir